# أغسطس جونز
أغسطس جونز (بالإنجليزية: Augustus Jones)‏ هو رجل قضاء أمريكي، ولد في 1757 في وادي هدسون في الولايات المتحدة، وتوفي في 16 نوفمبر 1836 في Paris, Ontario ‏ في كندا.